# Кубок Португалії з футболу 2007—2008
Кубок Португалії з футболу 2007–2008 — 68-й розіграш кубкового футбольного турніру в Португалії. Титул вдруге поспіль здобув Спортінг (Лісабон).

## Календар
| Раунд           | Дата матчів         | Матчі | Клуби     |
| --------------- | ------------------- | ----- | --------- |
| Перший раунд    | 2 вересня 2007      | 55    | 201 → 146 |
| Другий раунд    | 23 вересня 2007     | 52    | 146 → 94  |
| Третій раунд    | 7-18 листопада 2007 | 38    | 94 → 56   |
| Четвертий раунд | 7-9 грудня 2007     | 27    | 56 → 29   |
| П'ятий раунд    | 19-20 січня 2008    | 14    | 29 → 15   |
| Шостий раунд    | 9-10 лютого 2008    | 7     | 15 → 8    |
| 1/4 фіналу      | 27 лютого 2008      | 4     | 8 → 4     |
| 1/2 фіналу      | 15-16 квітня 2008   | 2     | 4 → 2     |
| Фінал           | 18 травня 2008      | 1     | 2 → 1     |

## Четвертий раунд
Клуби Марітіму та Боавішта (Порту) пройшли до наступного раунду після жеребкування.
| Команда 1               | Рахунок      | Команда 2              |
| ----------------------- | ------------ | ---------------------- |
| 7 грудня 2007           |              |                        |
| Шавеш (3)               | 0:2          | Порту                  |
| 8 грудня 2007           |              |                        |
| Лейшойш                 | 4:0          | Торреенсі (3)          |
| Насьйонал               | 5:0          | Кова-да-Пієдаді (4)    |
| Белененсеш              | 2:2 пен. 4:5 | Пасуш ді Феррейра      |
| Спортінг (Лісабон)      | 4:0          | Лоулетану (3)          |
| 9 грудня 2007           |              |                        |
| Атлетіку (Лісабон) (3)  | 0:1          | Віторія (Гімарайнш)    |
| Ріу Аве (2)             | 6:1          | Ребордоза (4)          |
| Фейренсі (2)            | 4:1          | Лузітанія (3)          |
| Лагоа (3)               | 3:2          | Санта-Клара (2)        |
| Камаша (3)              | 2:3          | Брага                  |
| Реал (Массама) (3)      | 0:1          | Авеш (2)               |
| Олівейренсе (3)         | 4:0          | Мондіненсі (4)         |
| Пенафієл (2)            | 2:1          | Візела (2)             |
| Каррегаду (3)           | 1:2          | Ольяненсе (2)          |
| Інфешта (3)             | 1:2          | Жувентуде де Евора (3) |
| Бейра-Мар (2)           | 0:0 пен. 3:2 | Торре-де-Монкорву (4)  |
| Уніау Лейрія            | 2:0          | Нелаш (3)              |
| Операріу (3)            | 0:1          | Віторія (Сетубал)      |
| Анадія (3)              | 1:0          | Фреамунде (2)          |
| Морейренсі (3)          | 4:0          | Машіку (3)             |
| Серседело (4)           | 0:3          | Навал                  |
| Сертаненсі (4)          | 2:1 дч       | Портімоненсі (2)       |
| Абрантеш (3)            | 0:0 пен. 6:5 | Монсанто (4)           |
| Мессіненсі (3)          | 0:2 дч       | Жил Вісенте (2)        |
| Атлетіко (Валдевеш) (3) | 3:1 дч       | Тоша (4)               |
| Ештрела (Амадора)       | 4:2 дч       | Фатіма (2)             |
| Бенфіка                 | 3:1          | Академіка              |

## П'ятий раунд
Клуб Атлетіко (Валдевеш) (3) пройшов до наступного раунду після жеребкування.
| Команда 1               | Рахунок      | Команда 2              |
| ----------------------- | ------------ | ---------------------- |
| 19 січня 2008           |              |                        |
| Бейра-Мар (2)           | 0:1          | Морейренсі (3)         |
| Бенфіка                 | 1:0          | Фейренсі (2)           |
| Віторія (Сетубал)       | 1:0          | Уніау Лейрія           |
| Спортінг (Лісабон)      | 4:0          | Лагоа (3)              |
| Порту                   | 2:0          | Авеш (2)               |
| 20 січня 2008           |              |                        |
| Пенафієл (2)            | 1:1 пен. 4:5 | Сертаненсі (4)         |
| Навал                   | 6:1          | Боавішта (Порту)       |
| Ештрела (Амадора)       | 1:0          | Брага                  |
| Лейшойш                 | 1:0          | Анадія (3)             |
| Олівейренсе (3)         | 0:1          | Марітіму               |
| Жил Вісенте (2)         | 3:0          | Жувентуде де Евора (3) |
| Пасуш ді Феррейра       | 4:0          | Абрантеш (3)           |
| Віторія (Гімарайнш)     | 1:0          | Насьйонал              |
| Ріу Аве (2)             | 3:3 пен. 2:1 | Ольяненсе (2)          |
| Атлетіко (Валдевеш) (3) | 3:1 дч       | Тоша (4)               |

## Шостий раунд
Клуб Ештрела (Амадора) пройшов до наступного раунду після жеребкування.
| Команда 1               | Рахунок      | Команда 2           |
| ----------------------- | ------------ | ------------------- |
| 9 лютого 2008           |              |                     |
| Спортінг (Лісабон)      | 2:1          | Марітіму            |
| 10 лютого 2008          |              |                     |
| Сертаненсі (4)          | 0:4          | Порту               |
| Віторія (Сетубал)       | 1:1 пен. 3:0 | Віторія (Гімарайнш) |
| Бенфіка                 | 4:1          | Пасуш ді Феррейра   |
| Навал                   | 3:1 дч       | Ріу Аве (2)         |
| Жил Вісенте (2)         | 1:0 дч       | Лейшойш             |
| Атлетіко (Валдевеш) (3) | 0:3          | Морейренсі (3)      |

## 1/4 фіналу
| Команда 1          | Рахунок | Команда 2         |
| ------------------ | ------- | ----------------- |
| 27 лютого 2008     |         |                   |
| Спортінг (Лісабон) | 1:0     | Ештрела (Амадора) |
| Бенфіка            | 2:0     | Морейренсі (3)    |
| Навал              | 1:2     | Віторія (Сетубал) |
| Порту              | 1:0     | Жил Вісенте (2)   |

## 1/2 фіналу
| Команда 1          | Рахунок | Команда 2 |
| ------------------ | ------- | --------- |
| 15 квітня 2008     |         |           |
| Віторія (Сетубал)  | 0:3     | Порту     |
| 16 квітня 2008     |         |           |
| Спортінг (Лісабон) | 5:3     | Бенфіка   |

## Фінал
| 18 травня 2008 19:00 (EEST) |

| Порту | 0:2 дч   | Спортінг (Лісабон) |
| ----- | -------- | ------------------ |
|       | Протокол | Тіуї 111', 117'    |

| Національний стадіон (Жамор), Оейраш Глядачів: 37 600 Арбітр: Олегаріу Бенкеренса |